# Olivier Dutaillis
Olivier Dutaillis est un romancier, scénariste, dramaturge et metteur en scène français.

## Biographie
Après une classe préparatoire au lycée Saint-Louis (Paris), il a effectué des études vétérinaires à l'École nationale vétérinaire d'Alfort.
En parallèle, il a suivi un cursus de lettres modernes à l'Université Paris-VIII (Vincennes).
Il a publié six romans. 
Il est l'auteur d'une douzaine de pièces de théâtre, récompensées par le Grand Prix du jeune théâtre de l'Académie française, le Prix Nouveau Talent Théâtre de la SACD et le Prix Europe 1 des Molières. Il a été dramaturge, notamment pour le Théâtre du Campagnol, CDN, direction Jean-Claude Penchenat.
Il a mis en scène plusieurs de ses pièces ainsi qu'un court-métrage, La Mue.
Il a par ailleurs une activité de scénariste.

## Œuvres
Romans
- Une aventure monumentale, Albin Michel, 2016. (Parution en Poche, 2020)
- La pensionnaire du bourreau, Albin Michel, 2014. Prix du roman populaire. (Livre de Poche)
- Le jour où les chiffres ont disparu, Albin Michel, 2012.
- Bientôt de retour, Flammarion.
- Le Simulateur, Gallimard. Prix de la psychiatrie française.
- Billets d'absence, Mercure de France.

Théâtre
- Les Grandes Personnes. Théâtre de Poche Montparnasse, 1994.
- Une femme de terrain. Théâtre Petit-Montparnasse, 1995, Comédie Saint-Michel 2019.
- L'Inventeur mirobolant. Heyoka, CDN, 1994-96. Spectacle jeune public.
- Le Dernier Numéro. Théâtre du Campagnol, CDN, Festival d'Avignon 2000
- Professeur d'enfance,  Théâtre du Campagnol, CDN, 2000
- Nature et Dépassement (avec Joëlle Seranne). Théâtre La Bruyère, 2004
- On s'entendait si bien, bourse Beaumarchais, SACD.
- La Fabrique de couleurs, bourse du CNL, Chartreuse Villeneuve-lez-Avignon.
- Autour d'un verre (avec Joëlle Seranne).
- La Vie sans chiffres, Festival d'Avignon off 2017-18, Théâtre du Gymnase Paris, 2018-19.
- Albert et Charlie. Théâtre Montparnasse, 2023.
- Cher Marcel. Festival d'Avignon off, 2025.

Ainsi que de nombreuses pièces radiophoniques (France Culture).

## Filmographie
Scénariste
- 2013 : Une femme dans la Révolution, réal Jean-Daniel Verhaeghe
- 2011 : Marthe Richard, avec Clémentine Célarié
- 2010 : Le Pain du diable, avec Aurélien Recoing
- 2008 : Justice sous influence, avec Line Renaud
- 2006 : L'Enfant de la providence
- 2004 : Affaires secrètes
- 2003 : Une preuve d'amour, prix d'interprétation masculine pour Éric Elmosnino au Festival du film de télévision de Luchon
- 2000 : Une famille formidable
- 1998 : La Rivale, avec Michèle Morgan
- 1998 : Un bonheur si fragile, avec Claire Nebout
- 1995 : Les Grandes Personnes, d'après sa pièce
- 1993 : Les Parures animales, série documentaire (La Folie des plumes, Cuirs et sauvagerie, Le Gel de l'ivoire)